# Anton Pfeffer
Anton Pfeffer (Lilienfeld, Austria, 17 de agosto de 1965) es un exfutbolista y entrenador de fútbol austriaco, que jugaba como defensor. A nivel de clubes actuó solamente en el Austria Viena durante toda su carrera. Finalizada su carrera como jugador siguió vinculado al club como entrenador.[cita requerida]

## Selección nacional
Con la Selección de fútbol de Austria, disputó 63 partidos internacionales y anotó solamente un gol. Participó con la selección austriaca en 2 ediciones de la Copa Mundial. La primera participación de Pfeffer en un mundial fue en Italia 1990. donde su selección quedó eliminada en la primera fase. La segunda fue en Francia 1998, donde su selección también quedó eliminada en la primera fase.

### Participaciones en Copas del Mundo
| Mundial                        | Sede    | Resultado    |
| ------------------------------ | ------- | ------------ |
| Copa Mundial de Fútbol de 1990 | Italia  | Primera Fase |
| Copa Mundial de Fútbol de 1998 | Francia | Primera Fase |

## Clubes
| Club          | País    | Año       |
| ------------- | ------- | --------- |
| Austria Viena | Austria | 1985-2000 |